# John Hewitt Jellett
John Hewitt Jellett (* 25. Dezember 1817 in Cashel, County Tipperary; † 19. Februar 1888 in Dublin) war ein irischer Mathematiker und Naturwissenschaftler sowie Theologe.
Jellett stammte aus einer Familie mit hugenottischen Ursprüngen, sein Vater Morgan Jellett war Geistlicher. Er studierte am Trinity College Dublin mit dem Bachelor-Abschluss 1838 und dem Master-Abschluss (M.A.) 1843. Schon 1840 wurde er Fellow des College. Er wurde Professor für Naturwissenschaften am Trinity College. Zunächst befasste er sich mit Mathematik, Physik und Chemie, bevor er später Theologe wurde. Er erwarb einen Abschluss in Theologie (Bachelor of Divinity) und wurde 1881 in Theologie promoviert (Doctor of Divinity). 1870 wurde er Senior Fellow des Trinity College und damit in dessen Verwaltungsrat und 1881 wurde er Provost.
Walther Nernst veröffentlichte seine chemisch-optischen Untersuchungen bei Ostwalds Klassiker, wobei er ihn für frühe Beiträge zum Massenwirkungsgesetz würdigt, das meist Cato Maximilian Guldberg und Peter Waage zugeschrieben wird (1864). Für seine Untersuchungen benutzte Jellett ein neu entwickeltes Polarimeter, mit dem er die Drehung der Polarisationsebene mit der Kompensationsmethode (Ausgleich der Drehung durch eine Substanz mit entgegengesetztem Drehungsvermögen) in einem von ihm entwickelten Instrument maß. Das wandte er zum Beispiel in der Saccharimetrie an oder auf Säure-Base-Reaktionen, woraus sein auch theoretisch ausgeführter Beitrag (1873) zum Massenwirkungsgesetz entstand (unabhängig von Guldberg und Waage).
Als Mathematiker schrieb er ein Buch über Variationsrechnung, das auch ins Deutsche übersetzt wurde, und als Physiker befasste er sich mit der Theorie der Reibung.
1868 wurde er Commissioner of Irish National Education. 1851 erhielt er die Cunningham Medal der Royal Irish Academy für sein Buch über Variationsrechnung. 1881 erhielt er die Royal Medal der Royal Society.
1855 heiratete er seine Cousine Dorothea Francis Morris Morgan. Er war der Schwiegervater des Physikers George Francis FitzGerald.
1869 bis 1874 war er Präsident der Irischen Akademie, in deren Transactions er meist veröffentlichte.
Mit Samuel Haughton gab er 1880 die Gesammelten Werke von James MacCullagh heraus.

## Schriften
- An Elementary Treatise of the Calculus of Variations, Dublin 1850, Archive
  - Deutsche Übersetzung: Die Grundlehren der Variationsrechnung, Braunschweig 1859, Archive
- A Treatise on the Theory of Friction, London 1872, Archive
- Walther Nernst (Hrsg.): Jellett, Chemisch-optische Untersuchungen, Ostwalds Klassiker, Leipzig: W. Engelmann 1908 (Übersetzer L. Frank, der auch eine Biographie beisteuerte)[1], Archive